# Heart of Nowhere
Heart of Nowhere è il quarto album in studio del gruppo musicale folk rock inglese Noah and the Whale, pubblicato nel 2013.

## Tracce
1. Introduction – 1:35
2. Heart of Nowhere (feat. Anna Calvi) – 4:05
3. All Through the Night – 3:18
4. Lifetime – 3:54
5. Silver and Gold – 3:24
6. One More Night – 3:55
7. Still After All These Years – 3:27
8. There Will Come a Time – 3:37
9. Now Is Exactly the Time – 3:40
10. Not Too Late – 4:01

## Formazione
- Charlie Fink - voce, chitarra
- Tom Hobden - violino, tastiere
- Matt Owens - basso
- Fred Abbott - chitarra, tastiere
- Michael Petulla - batteria

## Classifiche
| Classifica (2013)                   | Posizione raggiunta |
| ----------------------------------- | ------------------- |
| Regno Unito (Official Albums Chart) | 13                  |